# James Arthur Williams
Pour les articles homonymes, voir James Williams (homonymie) et Williams.
James Arthur Williams (ou Jim Williams) (11 décembre 1930 - 14 janvier 1990) est un antiquaire et restaurateur de demeures historiques de Savannah aux États-Unis. Il est cependant plus connu comme personnage central de l'ouvrage de John Berendt, Midnight in the Garden of Good and Evil qui fut porté à l'écran par Clint Eastwood en 1997 sous le titre français de Minuit dans le jardin du bien et du mal. Accusé du meurtre de son secrétaire, Danny Lewis Hansford, le 2 mai 1981, dans sa demeure, la Mercer House, Williams fut jugé à quatre reprises et acquitté.